# Plectranthias elongatus
Plectranthias elongatus là một loài cá biển thuộc chi Plectranthias trong họ Cá mú. Loài này được mô tả lần đầu tiên vào năm 2011. Danh pháp khoa học của chúng, elongatus, ám chỉ cơ thể thon dài của P. elongatus.

## Phân bố và môi trường sống
P. elongatus có phạm vi phân bố nhỏ hẹp ở vùng biển Tây Thái Bình Dương. P. elongatus và Plectranthias xanthomaculatus đều được mô tả từ các mẫu vật duy nhất của chúng, được thu thập ở phía tây nam đảo Đài Loan, ở độ sâu được ghi nhận trong khoảng từ 200 đến 243 m.

## Mô tả
Mẫu vật duy nhất dùng để mô tả P. elongatus có chiều dài khoảng 5,5 cm. Thân trên có màu trắng hồng, chuyển dần sang màu vàng nhạt ở thân dưới, với các đốm lớn màu đỏ cam rải rác khắp dầu và cơ thể. Đầu màu hồng, trắng hồng ở dưới cằm, mõm và phía hàm dưới có các đốm màu cam và vàng. Mống mắt chủ yếu là màu vàng lục. Gai của vây lưng có màu hồng và màng trong; vây hậu môn màu trắng; vây đuôi màu trắng trong với các tia vây màu hồng; vây ngực trong suốt với các tia vây màu hồng nhạt; vây bụng màu trắng.
Số gai ở vây lưng: 10; Số tia vây mềm ở vây lưng: 15; Số gai ở vây hậu môn: 3; Số tia vây mềm ở vây hậu môn: 7; Số gai ở vây bụng: 1; Số tia vây mềm ở vây bụng: 5; Số tia vây mềm ở vây ngực: 16; Số đốt sống: 26.